# Communauté de communes des Bertranges à la Nièvre
La communauté de communes des Bertranges à la Nièvre est une ancienne communauté de communes française, située dans le département de la Nièvre et la région Bourgogne-Franche-Comté.
À l’ouest du département de la Nièvre, la communauté de communes « Des Bertranges à la Nièvre » associe cinq communes et regroupe près de 6 200 habitants. 
Créée fin 2001, elle dispose de compétences en matière d’aménagement de l’espace, de développement économique, de protection de l’environnement, de voirie et d’équipements sportifs et culturels.
Le territoire de la Communauté de communes se situe à une dizaine de kilomètres au nord de Nevers qui constitue un pôle majeur d’emplois, d’activités économiques et d’équipements commerciaux, sportifs et culturels.

Il est relativement bien desservi avec à proximité l’autoroute A77, qui facilite les échanges avec les territoires plus au nord, notamment avec l’Île-de-France.

## Composition
Elle était  composée des communes suivantes :
1. Guérigny
2. Parigny-les-Vaux
3. Saint-Aubin-les-Forges
4. Saint-Martin-d'Heuille
5. Urzy

## Compétences
La communauté de communes exerce en lieu et place des communes membres les compétences obligatoires et optionnelles qui lui ont été transmises.
Les deux compétences obligatoires sont :
- L’aménagement de l’espace.
- Les actions de développement économique intéressant l’ensemble de la communauté.

Les compétences facultatives que les communes ont décidé de transférer à la communauté de communes sont :
- La protection et la mise en valeur de l’environnement.
- La politique du logement et du cadre de vie.
- La création, l’aménagement et l’entretien de la voirie.
- La construction, le fonctionnement et l’entretien d’équipements sportifs.

## Historique
Elle fusionne avec deux autres intercommunalités pour former la communauté de communes Loire, Nièvre et Bertranges au 1er janvier 2017 devenue depuis la communauté de communes Les Bertranges ; la commune de Parigny-les-Vaux rejoint pour sa part la communauté d'agglomération de Nevers.

## Sources
- Le SPLAF (site sur la population et les limites administratives de la France)
- La base ASPIC